# Rugby Chess Club
Rugby Chess Club – angielski klub szachowy z siedzibą w Rugby, zwycięzca National Club Championships w 1982 roku.

## Historia
Najstarsze pamiątki klubowe pochodzą z 1877 roku. Członkiem klubu był m.in. George Peck, który do swojej śmierci w 1966 roku w wieku 97 lat był aktywnym zawodnikiem, co czyniło go prawdopodobnie najstarszym szachistą na świecie. W 1982 roku zespół wygrał rozgrywki Midlands Club Championship. W National Club Championships (mistrzostwach Anglii) klub wygrał w półfinale z Cambridge University Chess Club 3:2, natomiast w finale zwyciężył z Oxford University Chess Club 3½:2½ i zdobył mistrzostwo kraju. W tym okresie zawodnikami klubu byli m.in. Paul Littlewood, Mark Hebden i Keith Arkell. W sezonie 1983/1984 Rugby Chess Club uczestniczył w rozgrywkach Pucharu Europy, odpadając w pierwszej rundzie po porażce w Moskwie z Buriewiestnikiem 1½:10½ (jedyną wygraną odniósł Arkell w partii z Lwem Psachisem).
Klub uczestniczy w ligach szachowych Leamington and District Chess League oraz Coventry and District Chess League.